# Lista zamachów terrorystycznych w 2014
Poniższe zestawienie prezentuje zamachy terrorystyczne w roku 2014.

## Styczeń
| Data        | Zabici | Ranni | Miejsce        | Opis |
| ----------- | ------ | ----- | -------------- | --- |
| 2 stycznia  | 5      | 70    | Bejrut         | Wybuch samochodu-pułapki w szyickiej dzielnicy Dahijja na południu Bejrutu. |
| 2 stycznia  | 16     | 31    | Balad Ruz      | 16 osób zginęło w samobójczym zamachu bombowym z wykorzystaniem ciężarówki-pułapki w mieście Balad Ruz. |
| 5 stycznia  | 20     | 55    | Bagdad         | 20 osób zginęło w serii zamachów bombowych w stolicy Iraku, Bagdadzie. |
| 9 stycznia  | 19     | 30    | Al-Kafat, Hama | 19 zabitych osób, w większości dzieci, w zamachu samobójczym przy szkole w Al-Kafat. |
| 9 stycznia  | 20     | 55    | Bagdad         | 23 osoby zginęły w zamachu samobójczym w wojskowym centrum rekrutacji w stolicy Iraku, Bagdadzie. |
| 12 stycznia | 13     | 28    | Bagdad         | Wybuch dwóch samochodów-pułapek w Bagdadzie. |
| 13 stycznia | 11     | 28    | Bagdad         | Seria wybuchów samochodów-pułapek w Bagdadzie. |
| 14 stycznia | 30     | 50    | Maiduguri      | Co najmniej 17 osób zginęło w wybuchu samochodu-pułapki w mieście Maiduguri w północno-wschodniej Nigerii, epicentrum aktywności ekstremistycznej sekty islamskiej Boko Haram.                                                                                         |
| 15 stycznia | 61     | 111   | Bagdad, Bakuba | Serii zamachów bombowych w Bagdadzie oraz na sunnickiej uroczystości pogrzebowej pod Bakubą. |
| 15 stycznia | 26     |       | Dżarabulus     | 26 osób zginęło w wybuchu samochodu-pułapki w mieście Dżarabulus w północnej części Syrii. |
| 16 stycznia | 5      | 26    | Al-Hirmil      | Zamachowiec-samobójca wysadził się w skradzionym samochodzie w szyickim regionie w Dolinie Bika. |
| 17 stycznia |        | 14    | Machaczkała    | Wybuch samochodu-pułapki. |
| 17 stycznia | 21     | 4     | Kabul          | Zamach na libańską restaurację w centrum Kabulu. Wśród ofiar śmiertelnych znalazło się 13 obcokrajowców. |
| 18 stycznia | 18     | 52    | Bagdad         | Seria wybuchów samochodów-pułapek pod szpitalem, restauracjami, centrami handlowymi. |
| 19 stycznia | 20     | 24    | Bannu          | 20 pakistańskich żołnierzy zginęło w ataku bombowym na konwój wojskowy w mieście Bannu w północno-zachodniej części kraju. |
| 20 stycznia | 13     | 18    | Rawalpindi     | 13 osób zginęło w samobójczym zamachu bombowym na bazarze w pobliżu kwatery głównej pakistańskiej armii w mieście Rawalpindi. |
| 20 stycznia | 26     | 67    | Bagdad         | Seria siedmiu zamachów bombowych w Bagdadzie. Pięć zamachów zostało przeprowadzonych w dzielnicach szyickich, dwa pozostałe - w dzielnicach zdominowanych przez ludność sunnicką.                                                                                      |
| 20 stycznia | 16     |       | Bab al-Hawa    | 16 osób zginęło w podwójnym zamachu bombowym na kontrolowanym przez syryjskich rebeliantów posterunku granicznym w Bab al-Hawa na granicy Syrii z Turcją. Po tym aktu terrorystycznych, władze tureckie zamknęły granicę.                                              |
| 21 stycznia | 22     | 20    | Kweta          | 22 osoby zginęły gdy koło autobusu wiozącego powracających z Iranu szyickich pielgrzymów wybuchła bomba. |
| 21 stycznia | 4      | 20    | Bejrut         | Wybuch samochodu-pułapki w szyickiej dzielnicy na południu Bejrutu. Do ataku przyznała się syryjska organizacja zbrojna Dżabhat an-Nusra. |
| 22 stycznia | 7      | 11    | Charsadda      | 6 policjantów i chłopiec zginęli w wybuchu bomby koło patrolu policyjnego jadącego zapewnić ochronę ekipie szczepień przeciwko polio w okręgu Charsadda w północno-zachodnim Pakistanie.                                                                               |
| 24 stycznia | 5      | 90    | Kair           | Seria trzech zamachów na siły bezpieczeństwa w Kairze. Najpoważniejszy był wybuch na parkingu kairskiego urzędu bezpieczeństwa, gdzie terrorysta samobójca zdetonował załadowany materiałem wybuchowym samochód, zabijając cztery osoby i raniąc ponad siedemdziesiąt. |
| 26 stycznia | 6      | 13    | Helmand        | Seria trzech zamachów na siły bezpieczeństwa w Kairze. Najpoważniejszy był wybuch na parkingu kairskiego urzędu bezpieczeństwa, gdzie terrorysta samobójca zdetonował załadowany materiałem wybuchowym samochód, zabijając cztery osoby i raniąc ponad siedemdziesiąt. |
| 27 stycznia | 13     |       | Hama           | Podwójny wybuch samochodów-pułapek przy wojskowym punkcie kontrolnym zabił 13 żołnierzy. |
| 30 stycznia | 18     |       | Bagdad         | Sześciu zamachowców samobójców przypuściło szturm na budynek należący do irackiego ministerstwa transportu w Bagdadzie i wzięło zakładników. |

## Luty
| Data      | Zabici | Ranni | Miejsce          | Opis |
| --------- | ------ | ----- | ---------------- | --- |
| 2 lutego  | 4      | 10    | Al-Hirmil        | Wybuch samochodu-pułapki w mieście zdominowanym przez szyitów.                                                              |
| 6 lutego  | -      | 2     | Kijów            | Ładunek wybuchowy w paczce - wybuch w sztabie uczestników protestów.                                                        |
| 11 lutego | 12     | 16    | Peszawar         | Napastnicy wrzucili granaty do kina, gdzie wyświetlano film pornograficzny.                                                 |
| 13 lutego | 11     | 30    | Karaczi          | Zamach na autobus przewożący policjantów.                                                                                   |
| 14 lutego | 47     | 150   | Jaduda           | Wybuch samochodu-pułapki przed meczetem znajdującym się w opanowanej przez rebeliantów wiosce w południowej Syrii.          |
| 16 lutego | 4      | 14    | Taba             | Zamach bombowy na autokar przewożący koreańskich turystów.                                                                  |
| 17 lutego | 23     | 66    | Bagdad           | Seria zamachów bombowych w stolicy Iraku.                                                                                   |
| 18 lutego | 49     | 100   | Bagdad, Al-Hilla | Seria zamachów bombowych w Iraku.                                                                                           |
| 19 lutego | 6      | 100   | Bejrut           | Podwójny wybuch w jednym z głównych bastionów Hezbollahu w bejruckim Bir Hassan, niedaleko irańskiego centrum kulturalnego. |
| 19 lutego | 60     | -     | Bama             | Atak islamskich bojówek Boko Haram, ofiary to głównie cywile.                                                               |
| 22 lutego | 3      | 18    | Al-Hirmil        | Samobójczy atak na posterunek libańskiej armii. Do zamachu przyznali się radykałowie z Dżabhat al-Nusra.                    |
| 23 lutego | 14     | 70    | Atmeh            | Wybuch samochodu-pułapki w pobliżu granicy z Turcją.                                                                        |
| 25 lutego | 29     | -     | Buni Yadi        | Terroryści islamscy z Boko Haram ostrzelali i podpalili szkołę w stanie Yobe.                                               |

## Marzec
| Data     | Zabici | Ranni | Miejsce                           | Opis |
| -------- | ------ | ----- | --------------------------------- | --- |
| 1 marca  | 33     | ~130  | Kunming                           | Atak grupy 8 nożowników ubranych na czarno na przypadkowe osoby na stacji kolejowej, wiązany przez chińskie władze z separatystami ujgurskimi.                            |
| 2 marca  | 50     |       | Maiduguri                         | Dwa wybuchy na zatłoczonym targu w północno-wschodniej Nigerii. |
| 3 marca  | 11     | 30    | Islamabad                         | 11 osób zginęło w ataku grupy terrorystów, w tym zamachowców-samobójców, na budynek sądu w centrum Islamabadu, stolicy Pakistanu.                                         |
| 5 marca  | 17     | 66    | Bagdad                            | Seria zamachów terrorystycznych na szyickie cele w irackiej stolicy. |
| 9 marca  | 45     | 157   | Al-Hilla                          | 45 osób zginęło w zamachu samobójczym kierowcy minibusa na posterunku kontrolnym przy wjeździe do miasta Hilla w Iraku.                                                   |
| 6 marca  | 26     | 58    | Bagdad                            | Kolejna seria zamachów samobójczych. |
| 14 marca | 6      |       | Musa Kala, Helmand                | Sześciu cywilów zginęło w wyniku wybuchu miny-pułapki. |
| 14 marca | 8      | 26    | Bagdad                            | Eksplozje trzech bomb w tym dwóch na targowisku. |
| 14 marca | 19     | 80    | Kweta Peszawar                    | Zamach samobójczy wymierzony w policyjny konwój nieopodal Peszawaru (9 zabitych, 43 rannych) oraz wybuch bomby w pobliżu przejeżdżającego busa (10 zabitych, 37 rannych). |
| 15 marca | 19     |       | Bagdad                            | 19 osób zginęło w serii wybuchów samochodów-pułapek w stolicy Iraku. |
| 16 marca | 4      | 11    | Nadi Uthman                       | Wybuch samochodu-pułapki na wschodzie Libanu. Celem zamachu był jeden z dowódców milicji Hezbollahu.                                                                      |
| 17 marca | 8      | 13    | Bengazi                           | Wybuch bomby pod bramą Akademii Wojskowej. |
| 18 marca | 7      | 13    | Afgoye                            | Zamach samobójczy wymierzony w konwój wojsk AMISOM. |
| 18 marca | 15     | 27    | Majmana                           | Zamach samobójczy na zatłoczonym targowisku. |
| 21 marca | 50     | 80    | Bakuba, Tikrit, Ar-Ramadi, Kirkuk | Seria zamachów terrorystycznych w kilku miastach w kraju. |
| 22 marca | 7      | 18    | Tikrit                            | Eksplozja na zatłoczonej ulicy. |
| 22 marca | 22     |       | Bama                              | 20 osób zginęło w zamachu bombowym na rynku w miejscowości Bama. |

## Kwiecień
| Data        | Zabici | Ranni | Miejsce              | Opis |
| ----------- | ------ | ----- | -------------------- | --- |
| 2 kwietnia  | 6      |       | Kabul                | Sześciu afgańskich policjantów zginęło gdy zamachowiec-samobójca wysadził się w powietrze w budynku ministerstwa spraw wewnętrznych w Kabulu na trzy dni przed wyborami prezydenckimi.                                                               |
| 7 kwietnia  | 13     |       | Kandahar             | 13 afgańskich cywilów zginęło w wybuchu bomby przydrożnej w prowincji Kandahar. |
| 8 kwietnia  | 13     | 35    | Sibi Beludżystan     | Wybuch bomby w pociągu na stacji w Sibi. |
| 9 kwietnia  | 22     | 100   | Islamabad            | 22 osoby zginęły w wybuchu bomby na bazarze na obrzeżach Islamabadu, stolicy Pakistanu. |
| 9 kwietnia  | 16     | 34    | Bagdad               | 16 osób zginęło w serii zamachów bombowych w Bagdadzie. |
| 9 kwietnia  | 25     | 100   | Hims                 | 25 osób zginęło w wybuchu dwóch samochodów-pułapek w znajdującej się w rękach sił rządowych dzielnicy miasta Hims w Syrii. |
| 12 kwietnia | 14     |       | Bastar, Chhattisgarh | 14 osób zginęło w wybuchu dwóch bomb przydrożnych podłożonych przez maoistowskich rebeliantów w stanie Chhattisgarh. |
| 13 kwietnia | 16     | 27    | Mosul, Kirkuk        | Eksplozje samochodów-pułapek pod Mosulem i Kirkukiem. |
| 14 kwietnia | 11     | 10    | Mosul                | 11 osób zginęło w wybuchu samochodu-pułapki koło patrolu policyjno-wojskowego w mieście Mosul. |
| 18 kwietnia | 14     | 50    | Hims                 | 14 osób zginęło w wybuchu samochodu-pułapki w mieście Hims. |
| 19 kwietnia | 5      |       | Hims                 | Islamiści z Dżabhat an-Nursa, którzy używając samochodu-pułapki, zabili w Dżib al-Dżandali pięciu żołnierzy. Wydarzenia miały miejsce podczas bitwy o Stare Miasto.                                                                                  |
| 20 kwietnia | 18     | 47    | Samawa Bagdad        | Dwa wybuchy samochodów-pułapek w handlowej dzielnicy Samawy; zamach samobójczy w Ur, szyickiej dzielnicy we wschodniej części Bagdadu. Eksplozja bomby umieszczonej w samochodzie w dzielnicy handlowej w mieście Iskandrija na południe od Bagdadu. |
| 24 kwietnia | 11     | 11    | Ras al-Ajn           | W podwójnym zamachu samobójczym w Ras al-Ajn zginęło 11 osób. Ataki, których autorstwo przypisywano ISIS, wymierzone były w siły YPG. |
| 25 kwietnia | 33     | 100   | Bagdad               | 28 osób zginęło w samobójczym ataku bombowym na wiecu wyborczym szyickiego ugrupowania zbrojnego Asajb Ahl Hak na stadionie w Bagdadzie. |
| 27 kwietnia | 10     | 22    | Bagdad               | 10 osób zginęło w wybuchu samochodu-pułapki w szyickiej dzielnicy Sadr. |
| 28 kwietnia | 30     | 50    | Chanakin             | 30 osób zginęło w zamachu samobójczym na kurdyjskim zgromadzeniu politycznym w miejscowości Chanakin w muhafazie Dijala. |
| 29 kwietnia | 45     | 85    | Hims                 | 45 osób zginęło w alawickiej dzielnicy Zahra w wyniku wybuchu samochodu-pułapki. |

## Maj
| Data    | Zabici | Ranni         | Miejsce       | Opis |
| ------- | ------ | ------------- | ------------- | --- |
| 1 maja  | 1      | 9             | Chennai       | Eksplozja 2 bomb podłożonych w pociągu. |
| 2 maja  | 18     | 50            | Dżidrin, Hama | Podwójny zamach z wykorzystaniem samochodu-pułapki. |
| 3 maja  | 7      | 25            | Mogadiszu     | W wyniku wybuchu przydrożnej bomby zginęło 4 cywili oraz 3 policjantów. |
| 5 maja  | 3      | 60            | Nairobi       | Ataki bombowe w 2 autobusach. |
| 12 maja | 12     | kilka         | Baidoa        | Eksplozja samochodu-pułapki w pobliżu byłej siedziby gubernatora. |
| 13 maja | 28     |               | Shia, Bagdad  | Wybuchy kilku samochodów-pułapek na obrzeżach Bagdadu. |
| 15 maja | 43     | 80+           | Bab al-Salama | Eksplodował samochód-pułapka w pobliżu przejścia granicznego z Turcją. |
| 20 maja | 118    |               | Jos           | Wybuchy dwóch pojazdów - najpierw eksplodowała wypełniona materiałami wybuchowymi ciężarówka, a chwilę później eksplodował mikrobus-pułapka.                                   |
| 22 maja | 31     | 90            | Urumczi       | Na targowisko wjechały 2 samochody, z których zrzucane były materiały wybuchowe. Były one rzucone głównie w kupujących.                                                        |
| 24 maja | 1      | 2             | Islamabad     | Podwójny zamach bombowy, jeden wymierzony w supermarket, a drugi eksplodował w parkingu samochodowym.                                                                          |
| 28 maja | 54     | kilkadziesiąt | Bagdad, Mosul | Liczne ataki oraz zamachy bombowe. W Bagdadzie ofiarą ataków padły dzielnice mieszkalne, natomiast w Mosulu ofiarami zamachów byli głównie wojskowi i funkcjonariusze policji. |
| 31 maja | 12     | 5             | Ghazni        | W wybuchu przydrożnej bomby zginęli goście zaproszeni na wesele. |
| 31 maja | 40     |               | Aleppo        | Zamach bombowy, który wymierzono w tunel kopany przez siły rządowe. |

## Czerwiec
| Data       | Zabici | Ranni | Miejsce             | Opis |
| ---------- | ------ | ----- | ------------------- | --- |
| 2 czerwca  | 3      | 4     | prowincja Nangarhar | Samobójczy zamach, w wyniku którego śmierć ponieśli inżynierowie z Turcji.                                                            |
| 8 czerwca  | 18     | 67    | Dżalawla            | Wybuchy 2 samochodów-pułapek, miały one miejsce w siedzibie Patriotycznej Partii Kurdystanu oraz w jednym z budynków sił specjalnych. |
| 13 czerwca | 3      | 4     | Donieck             | Dwie eksplozje, które zorganizowano w ramach zamachu na Denisa Puszylina, jednego z przywódców DRL.                                   |
| 15 czerwca | 10     | 21    | Bagdad              | Wybuch przydrożnej bomby w centrum Bagdadu.                                                                                           |
| 15 czerwca | 48     |       | Mpeketoni           | Strzelanina oraz liczne podpalenia.                                                                                                   |
| 18 czerwca | 21     | 27    | Damaturu            | Terrorysta odpalił ładunek wybuchowy w lokalu, w którym przebywali kibice oglądający mundialowy mecz piłkarski.                       |
| 20 czerwca | 3      | 0     | prowincja Helmand   | Pod motorem doszło do eksplozji bomby domowej roboty, w wyniku której zginęli amerykańscy żołnierze.                                  |
| 20 czerwca | 34     | 50    | Hurra               | Samobójczy atak bombowy. |
| 23 czerwca | 1      | 12    | Bejrut              | Samochód-pułapka eksplodował w pobliżu kawiarni, w której przebywały osoby oglądające mecz piłki nożnej.                              |
| 25 czerwca | 21     | 52    | Abudża              | Wybuch samochodu-pułapki w pobliżu centrum handlowego.                                                                                |
| 26 czerwca | 2      |       | Bejrut              | Samobójczy zamach bombowy, który przeprowadzony został w hotelu.                                                                      |
| 30 czerwca | 2      | 8     | Kair                | Trzy bomby eksplodowały w pobliżu pałacu prezydenckiego.                                                                              |

## Lipiec
| Data     | Zabici | Ranni       | Miejsce               | Opis |
| -------- | ------ | ----------- | --------------------- | --- |
| 1 lipca  | 15     |             | Maiduguri             | Samobójca wysadził ładunek wybuchowy domowej roboty w jednym z rynków.                                                        |
| 2 lipca  | 8      | 17          | Bagdad                | Samobójczy zamach bombowy wymierzony w ludzi opuszczających meczet.                                                           |
| 5 lipca  | 6      | 12          | Mogadiszu             | Eksplozja samochodu-pułapki przed budynkiem parlamentu.                                                                       |
| 8 lipca  | 4      | 1           | Bagram                | Samobójczy zamach, w wyniku którego śmierć ponieśli czescy żołnierze.                                                         |
| 8 lipca  | 0      | 8           | Arusza                | Zamach bombowy w restauracji.                                                                                                 |
| 13 lipca | 0      | 5           | prowincja Şanlıurfa   | Eksplozja samochodu-pułapki w pobliżu trasy, którą przejeżdżał premier Recep Tayyip Erdogan.                                  |
| 15 lipca | 42     | dziesiątki  | prowincja Paktika     | Wybuch samochodu-pułapki w zatłoczonym markecie.                                                                              |
| 17 lipca | 298    |             | Torez, Obwód doniecki | Zestrzelenie malezyjskiego samolotu w strefie działań wojennych przeciwko prorosyjskim separatystom.                          |
| 17 lipca | 11     | 25          | Bagdad                | Zamach w rynku oraz w posterunku wojskowym.                                                                                   |
| 18 lipca | 9      |             | Lahore                | Strzelanina i wybuch przydrożnej bomby, zginęło odpowiednio 3 i 6 osób.                                                       |
| 19 lipca | 26     |             | Bagdad                | Eksplozje 5 samochodów-pułapek w różnych częściach miasta.                                                                    |
| 22 lipca | 22     | 45          | Bagdad                | Podwójny zamach bombowy w dzielnicy al-Kadumiya.                                                                              |
| 22 lipca | 4      |             | Kabul                 | Samobójczy zamach bombowy na lotnisku.                                                                                        |
| 23 lipca | 42     |             | Kaduna                | Dwa zamachy bombowe - jeden wymierzony w konwój z duchownym, a drugi wymierzony w lidera opozycji w jednym z rynków.          |
| 24 lipca | 6      | 26          | prowincja Takhar      | Zamach bombowy w markecie. |
| 24 lipca | 1      | 8           | Kano                  | Eksplozja bomby ukrytej w chłodziarce.                                                                                        |
| 24 lipca | 60     |             | Taji                  | Atak na konwój z więźniami. W wyniku wybuchu przydrożnych bomb i późniejszej strzelaniny zginęło 51 więźniów i 9 policjantów. |
| 27 lipca | 5      | kilkanaście | Kano                  | Samobójczy zamach bombowy w kościele.                                                                                         |
| 29 lipca | 13     |             | Aleppo                | Eksplozja bomby w jednym z tuneli.                                                                                            |
| 30 lipca | 6      | 6           | Kano                  | Zamach bombowy przed politechniką.                                                                                            |

## Sierpień
| Data        | Zabici | Ranni         | Miejsce           | Opis |
| ----------- | ------ | ------------- | ----------------- | --- |
| 3 sierpnia  | 3      | 7             | Mogadiszu         | Zamach bombowy, do którego wykorzystano zdalnie sterowany ładunek wybuchowy umieszczony ukryty w stertach śmieci. |
| 5 sierpnia  | 1      | 15            | Kabul             | Strzelanina w wojskowym ośrodku, w wyniku którego zginął amerykański generał.                                     |
| 6 sierpnia  | 27     | 34            | Bagdad            | Zamachy z użyciem 2 samochodów-pułapek, kierowane w szyitów.                                                      |
| 7 sierpnia  | 13     | 41            | Bagdad, Kirkuk    | Wybuchy 3 samochodów-pułapek, zamachy były kierowane w szyitów.                                                   |
| 7 sierpnia  | 17     | 31            | Bagdad            | Samochód-pułapka eksplodował w jednym z punktów kontrolnych.                                                      |
| 13 sierpnia | 4      |               | prowincja Helmand | Eksplozja przydrożnej bomby na południu kraju.                                                                    |
| 14 sierpnia | 3      |               | prowincja Laghman | Eksplozja przydrożnej bomby, w niej zginęli policjanci.                                                           |
| 23 sierpnia | 42     | kilkadziesiąt | Bagdad, Kirkuk    | Cztery zamachy bombowe – trzy dokonane w Kirkuku, zaś czwarty został dokonany w stolicy Iraku, Bagdadzie.         |
| 25 sierpnia | 9      |               | Bagdad            | Terrorysta dokonał samobójczego zamachu w jednym z szyickich meczetów.                                            |
| 26 sierpnia | 11     | 20            | Bagdad            | Wybuchy 2 samochodów-pułapek w szyickiej części stolicy Iraku.                                                    |
| 30 sierpnia | 6      | 45            | Jalalabad         | Eksplozja samochodu wyładowanego materiałami wybuchowymi i strzelanina.                                           |
| 31 sierpnia | 37     |               | Ramadi            | Eksplozja samochodu-pułapki na terenie budowy, zginęli w niej funkcjonariusze sił bezpieczeństwa i wielu cywili.  |

## Wrzesień
| Data        | Zabici | Ranni          | Miejsce             | Opis |
| ----------- | ------ | -------------- | ------------------- | --- |
| 2 września  | 3      | 2              | prowincja Nangarhar | Wybuch samochodu-pułapki. |
| 2 września  | 8      | 2              | Synaj               | Wybuch bomby przydrożnej, ofiarami byli policjanci.                                                                                           |
| 5 września  | 7      | 19             | Bagdad              | 2 ataki bombowe - jeden wymierzony w szyickich milicjantów, a drugi na bazarze.                                                               |
| 8 września  | 0      | 14             | Santiago            | Zamach bombowy w pobliżu stacji metra, z użyciem bomby domowej roboty.                                                                        |
| 8 września  | 5      | 14             | Mogadiszu           | Zamach kierowany w stronę żołnierzy z Unii Afrykańskiej, śmierć w wyniku wybuchu bomby ponieśli cywile.                                       |
| 16 września | 3      | co najmniej 18 | Kabul               | Samochód-pułapka zabił 3 żołnierzy (2 amerykańskich i 1 polskiego) i ranił 18 innych osób.                                                    |
| 17 września | 11     | co najmniej 24 | Bagdad              | Podwójny zamach bombowy - jeden samobójczy w jednym z budynków sił bezpieczeństwa i drugi z użyciem samochodu-pułapki, w opuszczonej budowli. |
| 17 września | 15     | 34             | Kano                | Atak terrorystów na kampus uniwersytecki. |
| 20 września | 3      | 0              | granica z Syrią     | Eksplodował samochód-pułapka w jednym z punktów kontrolnych.                                                                                  |
| 23 września | 5      | 29             | Peszawar            | Wybuch samochodu-pułapki, który był kierowany w konwój wiozący funkcjonariuszy sił bezpieczeństwa.                                            |

## Październik
| Data            | Zabici | Ranni    | Miejsce    | Opis |
| --------------- | ------ | -------- | ---------- | --- |
| 1 października  | 6      | 15       | Kabul      | Podwójny atak samobójczy, do którego doszło w autobusie pełnym żołnierzy.                                                                                            |
| 1 października  | 18     | ok. 50   | Hims       | Zamach bombowy, który wymierzono w dzieci opuszczające teren szkoły.                                                                                                 |
| 2 października  | 3      | 10       | Kabul      | Samobójczy atak bombowy w autokarze. |
| 5 października  | 5      | 12       | Grozny     | Zamach w pobliżu hali, na której odbył się koncert. |
| 6 października  | 30     |          | Al-Hasaka  | Wybuch wyładowanych materiałami wybuchowymi furgonetek, który nastąpił w miejscowych punktach kontrolnych.                                                           |
| 9 października  | 47     | 88       | Sana       | 2 zamachy terrorystyczne - samobójczy atak bombowy na placu Tahrir oraz atak na obóz wojskowy.                                                                       |
| 11 października | 38     |          | Bagdad     | Liczne eksplozje samochodów-pułapek w szyickich dzielnicach stolicy Iraku.                                                                                           |
| 12 października | 28     | około 90 | Qara Qubah | Potrójny atak bombowy dokonany w pobliżu budynków rządowych. |
| 14 października | 25     |          | Bagdad     | Eksplozja samochodu-pułapki w jednej z szyickich dzielnic. |
| 16 października | 47     | 109      | Bagdad     | Eksplozje 5 samochodów-pułapek, do których doszło między innymi w dzielnicach Talibija i Szula.                                                                      |
| 19 października | 29     | 28       | Bagdad     | Samobójczy zamach przed szyickim meczetem. |
| 22 października | 2      |          | Ottawa     | Mężczyzna, który wcześniej przeszedł na islam zastrzelił żołnierza w pobliżu parlamentu w Ottawie, a następnie wbiegł do budynku, gdzie został zabity przez ochronę. |
| 24 października | 26     | 28       | Synaj      | Wybuch samochodu pułapki w pobliżu posterunku armii w północnej części półwyspu Synaj.                                                                               |

## Listopad
| Data         | Zabici | Ranni    | Miejsce           | Opis |
| ------------ | ------ | -------- | ----------------- | --- |
| 2 listopada  | 50     | 70       | prowincja Pendżab | Samobójczy atak bombowy na pograniczu Indii i Pakistanu, zginęło wiele kobiet i dzieci.                                                    |
| 5 listopada  | 1      | 14       | Jerozolima        | Furgonetka wjechała w dużą grupę ludzi, zabity został izraelski policjant.                                                                 |
| 6 listopada  | 2      | 11       | Kair              | W jednym z pociągów eksplodowała bomba. |
| 7 listopada  | 8      | ponad 15 | Baiji             | Samobójczy atak bombowy na policyjny konwój, wśród 8 ofiar jest starszy stopniem policjant oraz Brytyjczyk.                                |
| 10 listopada | 48     | 79       | Potiskum          | Eksplozja bomby w tornistrze, mająca miejsce w trakcie apelu szkolnego.                                                                    |
| 18 listopada | 4      | 9        | Jerozolima        | Zamachowcy zaatakowali synagogę, używając do tego noży i siekier. Cztery osoby, tj. 3 obywateli USA i obywatel Wielkiej Brytanii, zginęły. |
| 22 listopada | 2      |          | Kabul             | Wybuch bomby przydrożnej, w jego wyniku zginęli amerykańscy żołnierze.                                                                     |
| 22 listopada | 28     | -        | Mandera           | Islamiści z Al-Szabab zamordowali 28 pasażerów autobusu, będących niemuzułmanami.                                                          |
| 23 listopada | 45     | 50       | prowincja Paktika | Samobójczy zamach bombowy, który przeprowadzono w trakcie trwającego meczu siatkówki.                                                      |
| 27 listopada | 5      | 34       | Kabul             | Samobójczy atak bombowy przy użyciu motocyklu, wymierzony w brytyjską ambasadę.                                                            |
| 27 listopada | 2      | 7        | prowincja Badghis | Zamach bombowy, w wyniku którego ofiarami i rannymi byli głównie policjanci.                                                               |
| 28 listopada | 120    | 270      | Kano              | Dwóch zamachowców samobójców wysadziło się w powietrze w meczecie.                                                                         |

## Grudzień
| Data       | Zabici | Ranni      | Miejsce           | Opis |
| ---------- | ------ | ---------- | ----------------- | --- |
| 1 grudnia  | 6      | 48         | Maiduguri         | Atak samobójczy, przeprowadzony w trakcie ataku Boko Haram na miasto Damaturu.                                                                |
| 3 grudnia  | 6      | 12         | Sana              | Silna eksplozja na terenie rezydencji, którą zamieszkuje ambasador Iranu.                                                                     |
| 4 grudnia  | 25     | 36         | Grozny, Czeczenia | Atak terrorystów na Dom Prasy. |
| 9 grudnia  | 7      | 9          | Sajun             | Atak na bazę wojskową, do zamachu wykorzystano 2 samochody-pułapki.                                                                           |
| 11 grudnia | 5      | 12         | Kabul             | Samobójca wysadził w powietrze pojazd wiozący afgańskich wojskowych.                                                                          |
| 11 grudnia | 1      | 15         | Kabul             | Samobójczy atak bombowy we francuskiej szkole.                                                                                                |
| 11 grudnia | 32     | 45         | Dżos              | Wybuch 2 bomb w jednym z marketów. |
| 15 grudnia | 3      | 4          | Sydney            | 50-letni uzbrojony uchodźca z Iranu wtargnął do kawiarni i wziął zakładników. W trakcie szturmu policji zginął napastnik i dwóch zakładników. |
| 16 grudnia | 145    | ponad 100  | Peszawar          | Atak na szkołę wojskową w Peszawarze. |
| 18 grudnia | 31     | dziesiątki | Radaa             | Wybuchy 2 samochodów-pułapek, jeden w punkcie zbiórkowym, a drugi wymierzony w autobus odwożący do domu dzieci.                               |
| 22 grudnia | 20     | 18         | Gombe             | Atak z użyciem bomby domowej produkcji, wymierzony został w ludzi przebywających na dworcu autobusowym.                                       |
| 24 grudnia | 38     | 56         | Bagdad            | Samobójczy zamach w Radzie Przebudzenia w pobliżu stolicy Iraku.                                                                              |